# Mennica w Perth

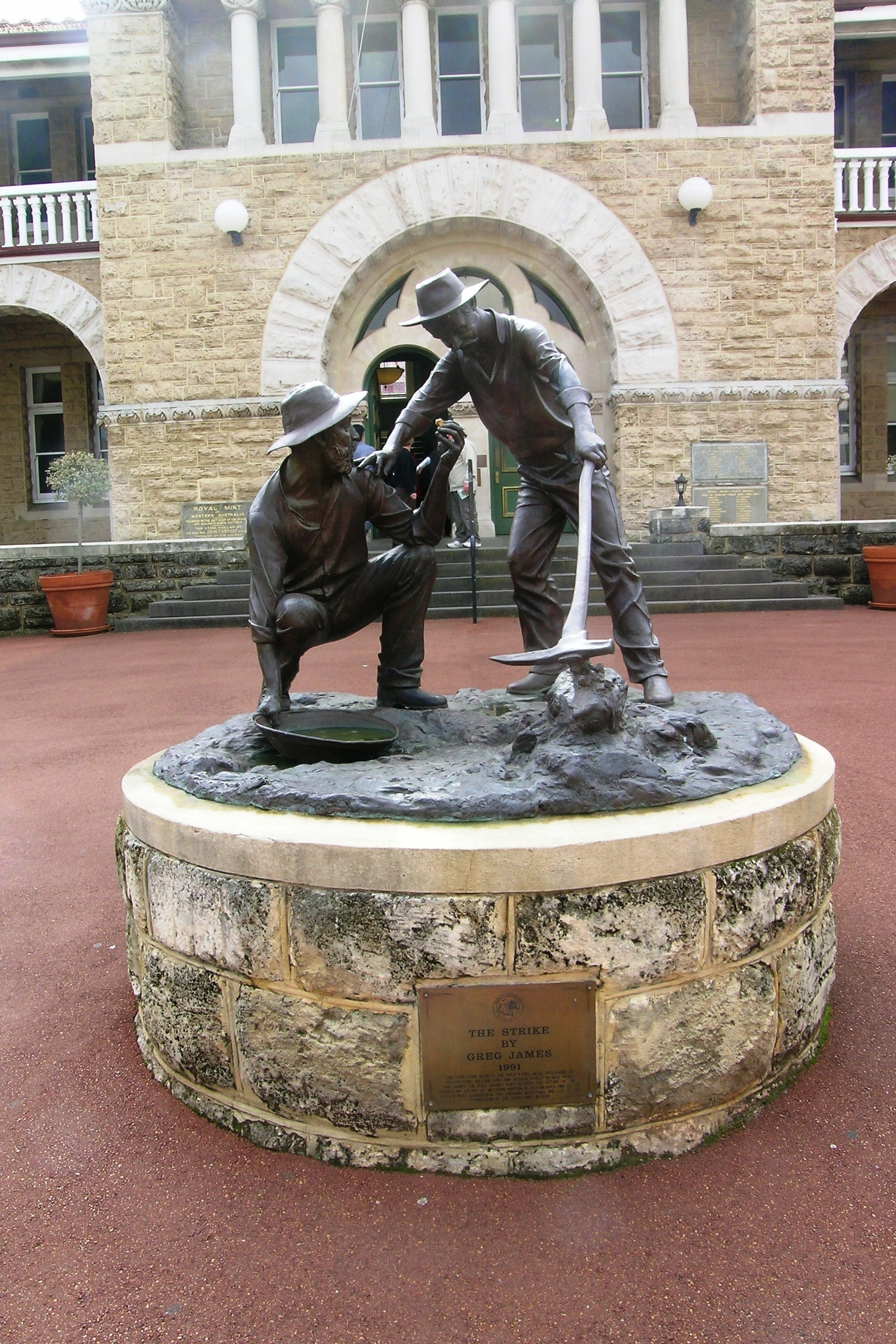
Rzeźba stojąca przed mennicą przedstawiająca odkrycie złota w Kalgoorlie

Mennica w Perth (Perth Mint) – znajdująca się w Perth mennica założona w 1899, najstarsza istniejąca do tej pory mennica w Australii.  Mennica znana jako Gold Corporation, przerabia ok. 60% wydobywanego w Australii złota (w Australii wydobywane jest ok. 10% światowej produkcji złota).